# Biscutella sclerocarpa
Biscutella sclerocarpa är en korsblommig växtart som beskrevs av Revel. Biscutella sclerocarpa ingår i släktet Biscutella och familjen korsblommiga växter. Inga underarter finns listade i Catalogue of Life.